# رايموند بلين
رايموند بلين هو سياسي كندي، ولد في 1950، وتوفي في مايو 1992 في مونتريال في كندا. نشط حزبياً في Montreal Citizens' Movement ‏.